# Godescalc de Nepomuk
Godescalc de Nepomuk (cc. † 1369) a fost un filosof scolastic și magistru cistercian în teologie la Universitatea din Paris la mijlocul secolului al XIV-lea.

## Teologia ca dispoziție științifică. Prolog la Comentariu la Cartea Sentințelor.
Godescalc de Nepomuk comentează la Paris Sentințele lui Petrus Lombardus într-o direcție surprinzătoare pentru contemporanii lui, oferind indicii pentru o prioritate a interpretării Scripturii în fața autorității ecleziale. Prologul unui comentariu la Cartea Sentințelor conține, în tradiția scolastică, o discuție asupra obiectului cunoașterii și un răspuns la întrebarea: ce se petrece cu mintea umană în efortul ei de a cunoaște ființa care e în afara experienței sale, dar este vie, bună și creatoare a acestei minți? Godescalc de Nepomuk, spune: această minte descoperă o radicală turnură hermeneutică.
Urmaș al lui Grigore de Rimini, receptat de către Jacob de Altavilla și Nicolaus de Dinkelsbühl, Godescalc este, azi, un autor necunoscut, chiar dacă eficacitatea ideilor  sale  reformatoare  este  intimă  modernității. Mutarea curentului său de gîndire, prin discipolii săi, spre Europa Centrală a făcut ca scrierea sa să se păstreze, probabil, într-un singur manuscris (BJ, 1499), la Cracovia. Editarea în premieră a acestui text de către Alexander Baumgarten de la Universitatea Bebeș-Bolyai din Cluj-Napoca ar putea aduce o nouă lumină asupra ambientului intelectual al scolasticii ultimei jumătăți a secolului al XIV-lea.
Prima ediție critică modernă bilingvă a manuscrisului Quaestiones super IV libros Sententiarum Petri Lombardi, Bibliotheca Jagellona, Krakau, mss. 1499, f. 1r–116r a apărut la editura Polirom din Iași, în anul 2017: Godescalc de Nepomuk, Teologia ca dispoziție științifică. Prolog la Comentariu la Cartea Sentințelor (traducere, studiu și aparat critic de Alexander Baumgarten).